# 마이클 콜린스 (영화)
《마이클 콜린스》(영어: Michael Collins)는 1996년 개봉된 미국의 역사, 전기 영화이다. 닐 조던이 감독과 각본을 맡았으며, 마이클 콜린스의 삶을 다룬 작품이다. 1996 베네치아 영화제 황금사자상 수상작이다.

## 출연

### 주연
- 리암 니슨
- 에이든 퀸
- 스티븐 레이
- 앨런 릭먼
- 줄리아 로버츠

### 조연
- 이언 하트
- 찰스 댄스

## 기타
- 공동제작: 레드먼드 모리스
- 미술: 앤서니 프랫
- 무술감독: 줄리언 스펜서
- 의상: 샌디 파월
- 배역: 수지 피기스